# Биосигнатура
Биосигнату́ра (от др.-греч. βίος — жизнь и лат. signatura — обозначение) — любое проявление последствий жизнедеятельности, научно доказывающее существование жизни в прошлом или настоящем.

## Общее представление
Существование жизни связано с образованием сложных физических и химических структур, равно как с переработкой энергии, производством биомассы и возникновением прочих продуктов жизнедеятельности. Все они, как правило, обладают уникальными характеристиками, позволяющими идентифицировать их как биосигнатуры. Однако, важно понимать, что их перечень нельзя рассматривать как исчерпывающий, поскольку нет возможности знать, какие из них являются универсальными для жизни вообще, а какие являются специфическими для условий жизни на Земле.
Тем не менее, в соответствии с современными представлениями, жизненные формы являются уникальным источником некоторых проявлений, например, ДНК, которые могут быть использованы в качестве доказательства их присутствия в конкретном месте. Теоретически, поиск планет с биосигнатурами вполне возможен.

## Биосигнатуры в геомикробиологии
Геологическая летопись демонстрирует много образцов различных доисторических биосигнатур, образовавшихся с момента зарождения жизни на Земле. Их изучением занят ряд смежных научных дисциплин, таких, например, как геомикробиология и геохимия. Обычно эти биосигнатуры представляют собой:
- Фоссилии и строматолиты.
- Изотопы углерода, азота и водорода, находившиеся в органическом веществе.
- Значительные скопления изотопов металлов, участвующих в окислительно-восстановительных биологических процессах: например, железо, молибден, хром и редкоземельные элементы.

В качестве биосигнатур жизненные процессы могут оставлять после себя как нуклеиновые кислоты, липиды, белки, аминокислоты, кероген, так и материалы с различными морфологическими признаками, обнаруживаемые в горных породах и донных отложениях.
Их выявление позволяет судить об обитателях прошлого. Например, некоторые жирные кислоты, обнаруженные в образцах, раскрывают типы бактерий и архей, живших в этой среде, а найденные жирные спирты указывают на существование планктонных бактерий.

## Биосигнатуры в астробиологии
Астробиологические исследования основаны на допущении, что биосигнатуры, встречающиеся в космосе, будут распознаны как следы внеземной жизни. То есть предполагается, что они являются не только следствием жизнедеятельности, но и также не могут иметь не биологического происхождения.
Примером таких биосигнатур могут стать сложные органические молекулы или структуры, формирование которых практически невозможно в отсутствии жизни. К ним относятся клеточные и внеклеточные формы, биогенные вещества в горных породах, биоорганические молекулярные структуры, хиральности, биогенные минералы, биогенные стабильные структуры изотопов в минералах и органических соединений, некоторые атмосферные газы, а также выявляемые удалённо, такие как фотосинтетическая пигментация и даже отложения магнетита или других железосодержащих минералов.
Подобные микроскопические кристаллы магнетита были обнаружены в марсианском метеорите ALH 84001, что вызвало значительный интерес, так как до недавнего времени считалось, что кристаллы такой специфической формы могут создаваться только бактериями. Этот же метеорит содержит включения похожие на известные микробные и клеточные окаменелости. Однако длительное обсуждение, в своём большинстве, склонилось к мнению, что они слишком малы для биосигнатур, а сама дискуссия усилила понимание важности однозначной идентификации происхождения подобных объектов.
Поиск биосигнатур на экзопланетах возможен только по спектральному анализу прохождения света в их атмосфере. В 2011 году было показано, что заметное количество диметилсульфида накапливается в атмосфере при условии низкой интенсивности ультрафиолетового излучения, а комбинация диметилсульфида с метаном и этаном может рассматриваться как биосигнатура. На Земле диметилсульфид и диметилдисульфид имеют исключительно биологическое происхождение: диметилсульфид в основном синтезируется морскими фитопланктоном и бактериями, а диметилдисульфид возникает при микробном разложении органических веществ и служит продуктом метаболизма разнообразных микроорганизмов. Неизвестны внебиологические процессы образования этих газов в значимых концентрациях. 
В 2023 году диметилсульфид был выявлен в атмосфере экзопланеты K2-18 b. После привлечения внимания к вопросу рассмотрения диметилсульфида в качестве надёжной биосигнатуры, в разных исследованиях было показано, что диметилсульфид не обязательно имеет биологическое присхождение. В марте 2024 года его выявили в коме кометы Чурюмова-Герасименко. В сентябре 2024 года группа исследователей сообщила, что в лаборатории они получили диметилсульфид при освещении ультрафиолетом смеси газов, имитирующих атмосферу экзопланеты. В феврале 2025 года диметилсульфид обнаружен в межзвёздной среде.
В апреле 2025 года опубликованы  результаты обработки  дополнительных наблюдений другим прибором космического телескопа «Джеймс Уэбб», которые подтвердили наличие в атмосфере планеты K2-18 b значительного количества диметилсульфида. Команда исследователей утверждает, что ни естественные процессы в атмосфере экзопланеты, ни удары комет не могли бы создать столь большое количество диметилсульфида, которое они обнаружили.